# Báo cáo UFO (Tình báo Mỹ)
Preliminary Assessment: Unidentified Aerial Phenomena (tạm dịch: Đánh giá Sơ bộ: Hiện tượng Không trung Không xác định), còn gọi là Báo cáo UAP và tên thông tục là Báo cáo UFO Lầu Năm Góc, là một bản đánh giá được liên bang ủy quyền của Mỹ, do Văn phòng Giám đốc Tình báo Quốc gia chuẩn bị và công bố vào ngày 25 tháng 6 năm 2021, tóm tắt thông tin liên quan đến hiện tượng không trung không xác định (UAP) bao gồm vật thể bay không xác định (UFO). Công chúng đã dồn mọi sự chú ý đáng kể vào bản báo cáo ủy quyền ngày 25 tháng 6, vốn được thúc đẩy từ những phát ngôn của các cựu quan chức cấp cao trong chính phủ Mỹ, bao gồm cả cựu tổng thống Barack Obama với lời tuyên bố vào tháng 6 năm 2021 "...có cảnh quay và hồ sơ về các vật thể lạ trên bầu trời , mà chúng ta không biết rõ chúng là cái gì nữa."
Báo cáo được cho là đã đưa ra “bản phân tích chi tiết dữ liệu và thông tin tình báo về hiện tượng không trung không xác định” do Văn phòng Tình báo Hải quân, Đội Đặc nhiệm Hiện tượng Không trung Không xác định (UAPTF) và FBI biên soạn. Báo cáo đã xác định các mối quan tâm về an ninh quốc gia và an toàn phi công liên quan đến UAP. Thượng nghị sĩ Mỹ Marco Rubio, Phó Chủ tịch Ủy ban Tình báo Thượng viện, nói rằng ông đã yêu cầu Giám đốc Tình báo Quốc gia Avril Haines cung cấp thêm thông tin trước khi công bố báo cáo, gọi đề nghị này của ông là “một cuộc họp ngắn trước.” Rubio tuyên bố, về bản chất của vật thể không xác định, “Có những thứ bay trong vùng trời của chúng ta và chúng ta không biết đó là của ai và nó không thuộc về chúng ta. Vì vậy, chúng ta nên biết đó là ai, đặc biệt nếu đó là một nước đối địch đã tạo ra bước nhảy vọt về công nghệ.”
Theo báo cáo, 43% dân chúng Mỹ ngày càng quan tâm đến chủ đề về UFO sau khi tờ The New York Times công bố lần đầu các đoạn video UFO Lầu Năm Góc vào tháng 12 năm 2017, và giới truyền thông Mỹ đổ dồn sự chú ý nghiêm túc đối với Chương trình Nhận dạng Hiểm họa Hàng không Vũ trụ Tiên tiến.